# Antoni Puchades i Casanova
Antoni Puchades i Casanova (Sueca, Ribera Baixa, 4 de juny de 1925 - 24 de maig de 2013) fou un futbolista valencià.
Jugava de centrecampista defensiu i tota la seua carrera professional va transcórrer al València CF. Es va retirar als 33 anys per problemes de ciàtica, desvinculant-se del món del futbol.

## Internacional
Va ser internacional amb la selecció espanyola en 23 ocasions. Va disputar tots els partits del Mundial del Brasil 1950, on Espanya va quedar en quart lloc. A més, va ser inclòs a l'equip ideal del campionat.

## Clubs
- SE Sueca[cal citació]
- CE Mestalla - 1944-1946
- València CF - 1946-1958 - Primera divisió – 256 partits i 4 gols.[2]

## Partits
Al llarg de la seua carrera va disputar els següents partits:
- Primera divisió: 257 partits i 4 gols
- Copa del Rei: 39 partits i 2 gols
- Copa Eva Duarte Perón: 2 partits
- Copa de Fires: 2 partits

## Palmarès
- 1 Lliga - València CF - 1946-47
- 2 Copes del Rei - València CF - 1949 i 1954[2]

## Distincions individuals
- Membre de l'equip ideal del Mundial del Brasil 1950